# Wobały
Wobały (deutsch Pabbeln) ist ein Ort in der polnischen Woiwodschaft Ermland-Masuren und gehört zur Landgemeinde Dubeninki (Dubeningken, 1938 bis 1945 Dubeningen) im Kreis Gołdap (Goldap).

## Geographische Lage
Wobały liegt im äußersten Nordosten der Woiwodschaft Ermland-Masuren und nur 1 Kilometer westlich der einstigen Grenze zwischen dem Deutschen Reich und Polen, die heute nahezu mit der Grenze zwischen den Woiwodschaften Ermland-Masuren und Podlachien identisch ist.

## Geschichte
Das kleine Dorf Pabbeln bestand vor 1945 aus mehreren kleinen Höfen. Frühere Namensformen sind: Wabbeln (vor 1589), Pablen (nach 1785) und Pabblen (nach 1818). Im Jahre 1874 kam das Dorf zum Amtsbezirk Adlersfelde, wurde 1938 dem Amtsbezirk Unterfelde zugeordnet, gehörte aber stets und bis 1945 zum Kreis Goldap im Regierungsbezirk Gumbinnen der preußischen Provinz Ostpreußen.
Die Einwohnerzahl lag im Jahre 1910 bei 59. Sie stieg bis 1933 auf 67 und betrug 1939 bereits 79.
In Kriegsfolge kam Pabbeln 1945 mit dem südlichen Bereich Ostpreußens zu Polen. Seither heißt der Ort „Wobały“ und ist eine Siedlung (polnisch: osada) im Verbund der Gmina Dubeninki im Powiat Gołdapski in der Woiwodschaft Ermland-Masuren.

## Kirche
Die vor 1945 überwiegend evangelische Bevölkerung Pabbelns war in das Kirchspiel der Kirche Szittkehmen eingepfarrt, die zum Kirchenkreis Goldap in der Kirchenprovinz Ostpreußen der Kirche der Altpreußischen Union gehörte. Für Katholiken war Goldap der Pfarrort innerhalb des Bistums Ermland. Seit 1945 ist die Einwohnerschaft Wobałys fast ausnahmslos katholisch und betrachtet das einst evangelische Gotteshaus in Żytkiejmy als ihre Pfarrkirche. Sie gehört zum Dekanat Filipów im Bistum Ełk (Lyck) der Katholischen Kirche in Polen. Hier lebende evangelische Kirchenglieder sind Teil der Kirchengemeinde Gołdap, die jetzt eine Filialgemeinde der Pfarrei in Suwałki in der Diözese Masuren der Evangelisch-lutherischen Kirche in Polen ist.

## Evangelischer Friedhof
In Wobały existiert noch ein evangelischer Friedhof (polnisch: cmentarz ewangelicki) aus der Zeit vor 1945. Er steht als Kulturdenkmal unter besonderem Schutz.

## Verkehr
Wobały liegt 30 Kilometer von der Kreisstadt Gołdap entfernt und ist verkehrsgünstig über die zwei Woiwodschaften verbindende Woiwodschaftsstraße DW 651 zu erreichen. Eine Nebenstraße führt über Przesławki direkt in den Ort. Eine Bahnanbindung besteht nicht mehr, seit die Bahnstrecke Gumbinnen–Goldap mit der nächstgelegenen Bahnstation in Żytkiejmy (Szittkehmen/Schittkehmen, 1938 bis 1945 Wehrkirchen) 1945 in Kriegsfolge außer Betrieb gestellt wurde.